# 贝尔尼斯
贝尔尼斯（法語：Bernis，法語發音：[bɛʁnis]）是法国加尔省的一个市镇，位于该省中南部，属于尼姆区。

## 地理
贝尔尼斯（43°45'56"N, 4°17'10"E）面积12.8 平方千米，位于法国奧克西塔尼大區加尔省，该省份为法国南部沿海省份，南端濒地中海，北起顺时针与阿尔代什省、沃克吕兹省、罗讷河口省、埃罗省、阿韦龙省和洛泽尔省接壤。
与贝尔尼斯接壤的市镇（或旧市镇、城区）包括：欧博尔、博瓦桑、朗格拉德、米约、纳日和索洛尔格、于绍。

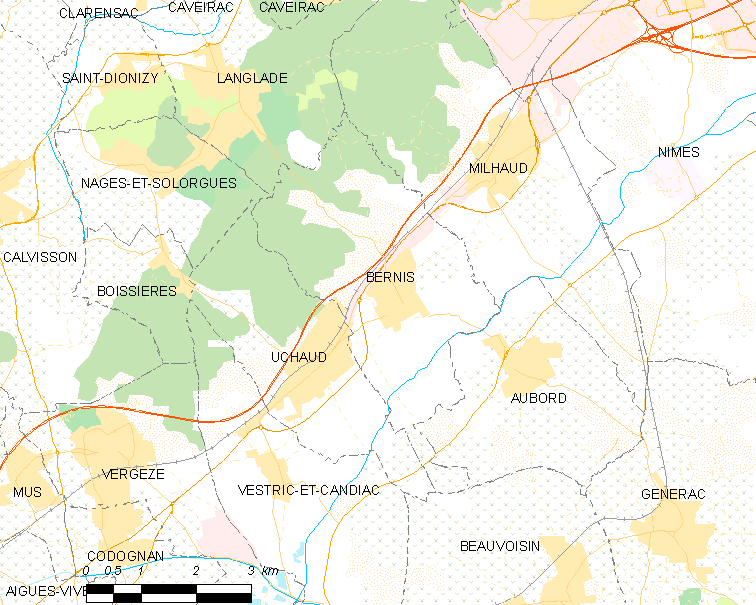
贝尔尼斯的OSM定位图

贝尔尼斯的时区为UTC+01:00、UTC+02:00（夏令时）。

## 行政
贝尔尼斯的邮政编码为30620，INSEE市镇编码为30036。

## 政治
贝尔尼斯所属的省级选区为沃韦尔县。

## 人口

1962-2008年间贝尔尼斯人口变化图示

贝尔尼斯于2022年1月1日时的人口数量为3341人。